# Friedrich Carl von Scheidlin

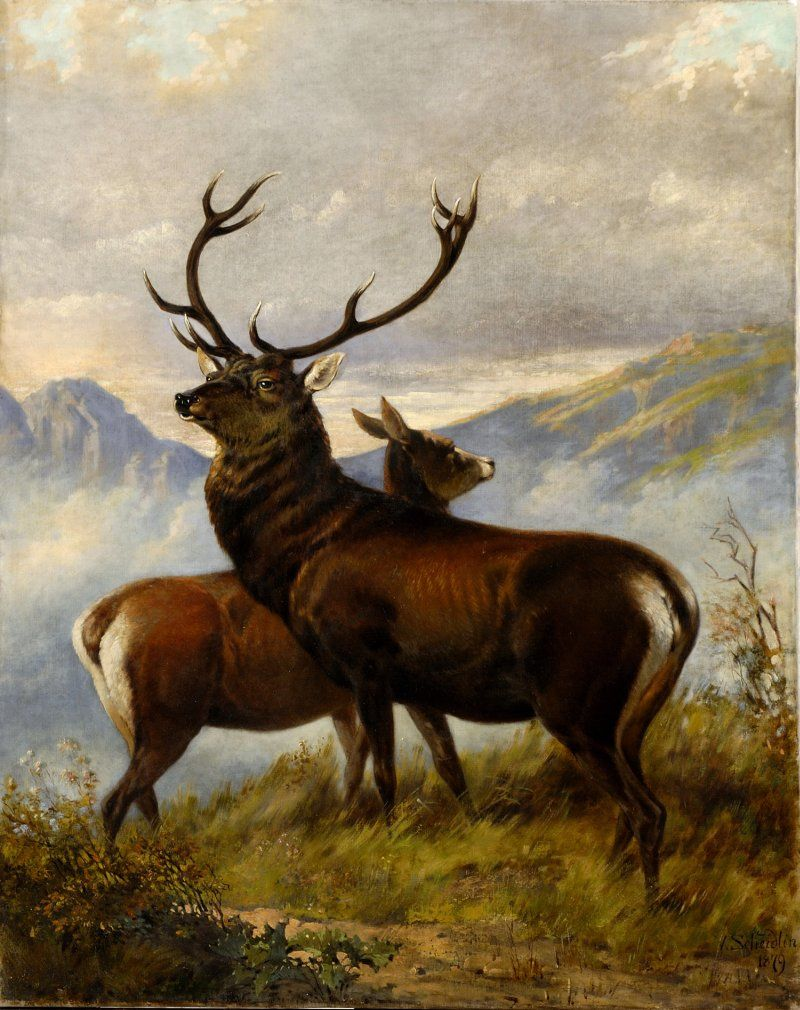
Hirsch mit Hirschkuh

Friedrich Carl von Scheidlin (* 15. November 1822 in Wien; † 26. August 1913 in Sankt Georgen) war ein österreichischer Maler, Aquarellist und Zeichner, der ab 1860 überwiegend in der Slowakei wirkte.
Friedrich Carl von Scheidlin studierte von 1843 bis 1849 an der Akademie der bildenden Künste Wien bei Johann Matthias Ranftl und setzte das Studium in München fort. Von 1849 bis 1860 unterrichtete er als Offizier Zeichnen auf einer österreichischen Kadettenschule.
Ab 1860 arbeitete er in Bratislava (deutsch Pressburg, ungarisch Pozsony) im damaligen Königreich Ungarn und verbrachte einen beträchtlichen Teil des Jahres in Svätý Jur bei Bratislava.
Er malte militärische Genreszenen, Stillleben und Jagdszenen sowie auch Landschaften. Seine Werke wurden von der Kunst des Biedermeiers und der Romantik beeinflusst.
Er nahm an den Ausstellungen des Kunstvereins in Bratislava teil, In den 1880er Jahren stellte er seine Werke in der Műcsarnok Kunsthalle Budapest aus. Seine Werke befinden sich meistens in slowakischen Museen und privaten Kunstsammlungen.